# Cupressus sempervirens
Espèce
Statut de conservation UICN

 LC  : Préoccupation mineure
Monde, Europe
Cupressus sempervirens, encore appelé cyprès commun, cyprès sempervirent, cyprès toujours vert, cyprès d'Italie, cyprès de Provence, ou encore cyprès méditerranéen  est un arbre de la famille des Cupressaceae.
Il est originaire d'Asie mineure, mais il a été acclimaté dans tout l'hémisphère nord, et plus particulièrement autour du bassin  méditerranéen. Il résiste à −20 °C et tolère une sécheresse relative. Il est aussi présent dans l'hémisphère sud comme à Antananarivo où il est commun.

## Description

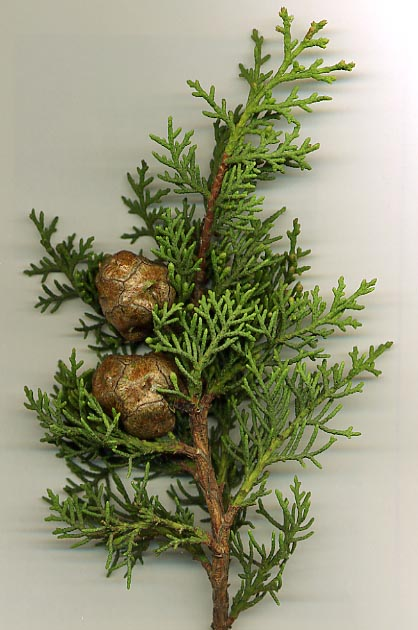
Feuillage et cônes femelles fécondés

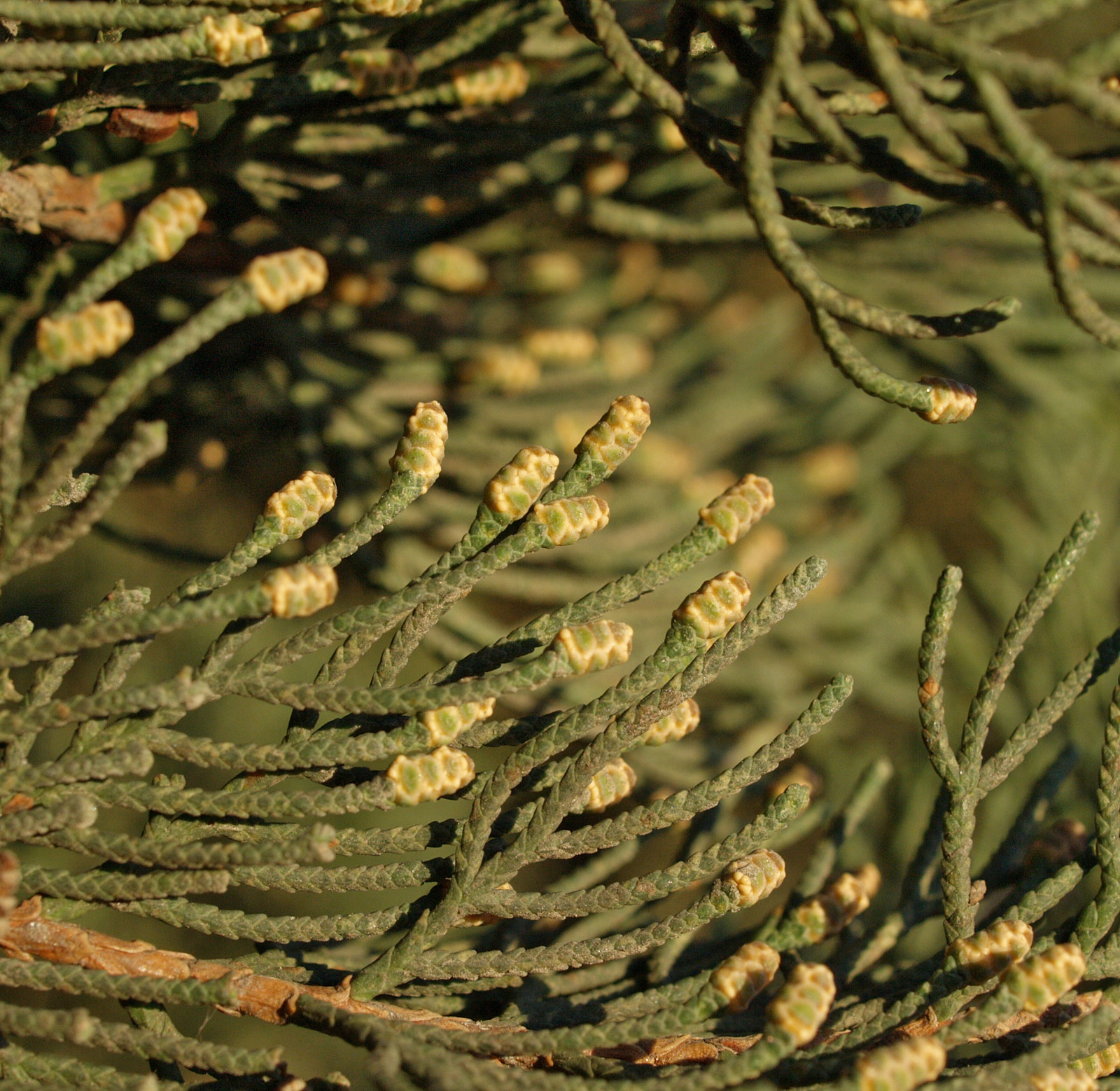
Feuillage et cônes mâles

### Appareil végétatif
L'arbre peut atteindre 20 à 30 m de haut et 2 m de tour. Il est très ramifié, excepté dans sa partie inférieure. L'écorce est brune-grise, assez fine et crevassée.
L'arbre a deux ports totalement différents : la forme horizontalis, à aspect pyramidal et à branches très étalées (dite « cyprès mâle »), et la forme fastigiata, à aspect très élancé, ressemblant à une colonne ou un pinceau (dite « cyprès femelle »).
Les rameaux sont généralement assez courts et ont une section transversale quadrangulaire. Les jeunes pieds portent des aiguilles[réf. nécessaire] et les plus âgés des écailles vertes, imbriquées de façon assez serrée sur quatre rangs, un sur chaque face du rameau. Elles ne dégagent aucune odeur quand on les froisse et sont persistantes.

### Appareil reproductif
La « floraison » se produit en mars-avril en France. Les organes reproducteurs ne sont pas portés par des fleurs, mais par des cônes. Cette espèce est monoïque : les organes mâles et femelles sont séparés mais présents chez un même individu. Le cône mâle reste petit ; il a une forme oblongue. Le cône femelle, en forme d'œuf, peut atteindre une longueur de 4 cm[réf. nécessaire], mais mesure généralement entre 2 et 3 cm de longueur. Il porte des écailles pentagonales ornées d'une pointe écailleuse de petite taille.
La pollinisation est anémogame (pollen transporté par le vent). Le pollen de cette espèce est très allergisant (indice 5/5). Des allergies croisées sont possibles avec le pollen du Thuya, du genévrier et du pêcher.

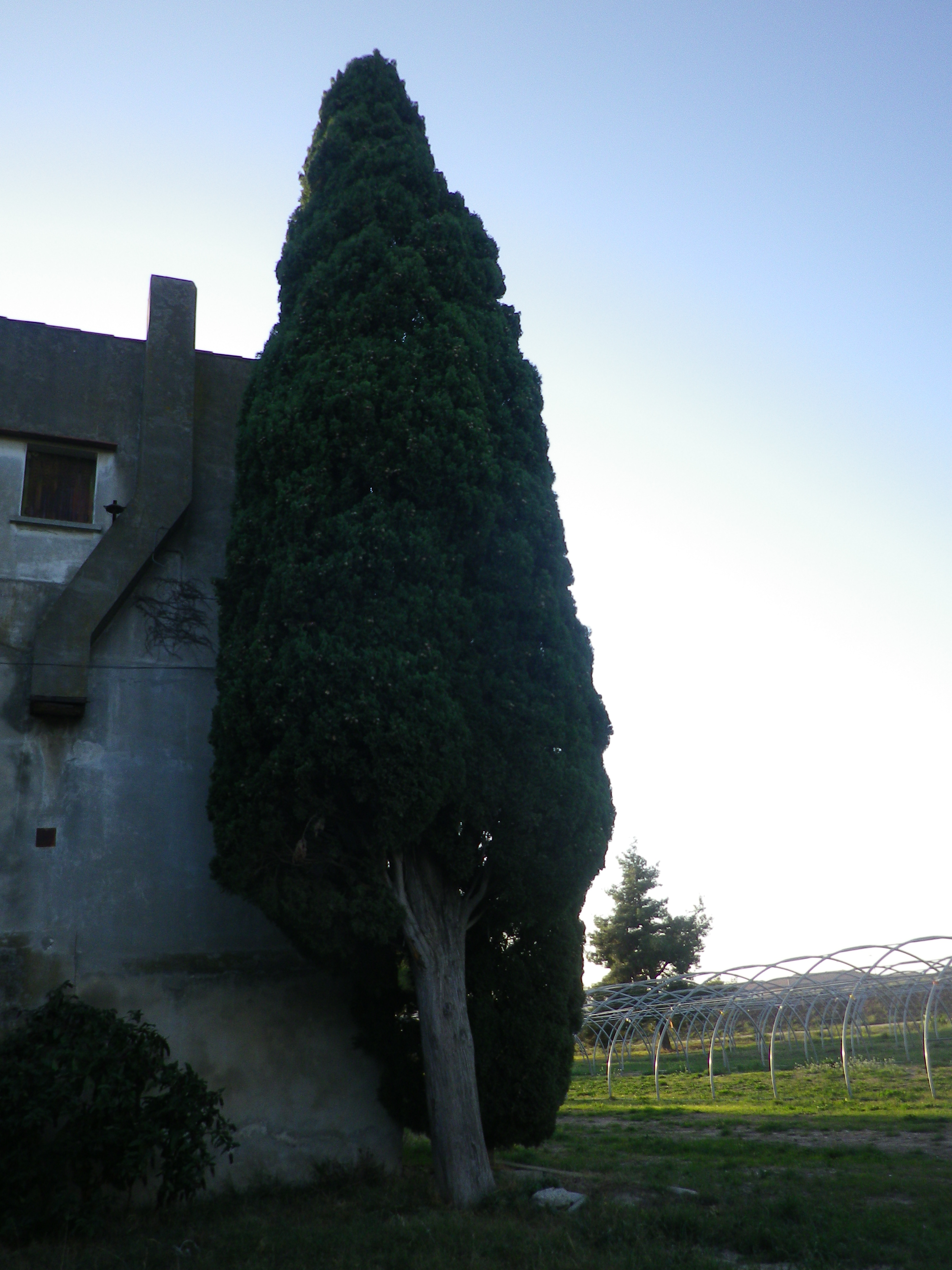
Cyprès toujours vert dans un jardin à Fourques (30)

### Utilisation
Le bois, très dense et presque imputrescible, est apprécié des ébénistes. Dans l'épisode biblique du déluge, l'Arche de Noé était en bois résineux, ou bois « gofer » ou « gopher » (hébreu : גפר). Les Phéniciens, les Assyriens, les Romains et les Grecs l'utilisaient pour la construction de navires, de portes de temples et de cercueils. Il était déjà à l'époque considéré comme l'arbre de deuil, ce qui explique peut-être qu'il est si fréquemment planté dans les cimetières.
Le monastère Santo Toribio de Liébana possède une relique de la Sainte Croix du Christ dont une expertise scientifique de 1958 certifie sa composition en cyprès sempervirens.
L'huile essentielle, extraite à partir des rameaux, est utilisée pour ses propriétés sur la circulation veineuse et lymphatique, notamment ses propriétés vasoconstrictrices.
L'huile essentielle de cyprès est produite par distillation à la vapeur d'eau des rameaux feuillés. Il faut environ 1 kg de rameaux pour obtenir 10 ml d'huile essentielle.